# Face Yourself
FACE YOURSELF – trzeci japoński album studyjny południowokoreańskiej grupy BTS, wydany 4 kwietnia 2018 roku przez Universal Music. Osiągnął 1 pozycję w rankingu Oricon i pozostał na liście przez 176 tygodni. Sprzedał się w nakładzie 282 032 egzemplarzy w pierwszym tygodniu od premiery, a 338 324 łącznie. Album został wydany w czterech edycjach: regularnej i trzech limitowanych (CD+DVD). Płytę promowały single Chi, ase, namida oraz MIC Drop/DNA/Crystal Snow.
Sprzedając się w ponad 250 tysiącach egzemplarzy album zdobył status platynowej płyty.
Utwór „Don't Leave Me” został wykorzystany jako czołówka japońskiego serialu Signal: Chōki mikaiketsu jiken sōsahan (jap. シグナル 長期未解決事件捜査班).

## Lista utworów
Autorem słów jest KM-MARKIT.
| CD  | CD                                                   | CD                                                                                        | CD                                     | CD      |
| Nr  | Tytuł utworu                                         | Kompozycja                                                                                | Aranżacja                              | Długość |
| --- | ---------------------------------------------------- | ----------------------------------------------------------------------------------------- | -------------------------------------- | ------- |
| 1.  | „INTRO : Ringwanderung”                              | UTA, Andrew Taggart, Pdogg, Ray Michael Djan Jr., Ashton Foster, Sam Klempner, RM         |                                        | 1:26    |
| 2.  | „Best Of Me” (Japanese ver.)                         | Andrew Taggart, Pdogg, Ray Michael Djan Jr., Ashton Foster, Sam Klempner, RM, Hitman Bang | Slow Rabbit, Pdogg, KM-MARKIT          | 3:47    |
| 3.  | „Chi, ase, namida” (jap. 血、汗、涙) (Japanese ver.) | Pdogg, RM, Suga, J-Hope, Hitman Bang, Kim Do-Hoon                                         | Pdogg                                  | 3:36    |
| 4.  | „DNA” (Japanese ver.)                                | Pdogg, Hitman Bang, Kass, Supreme Boi, Suga, RM                                           | Pdogg, KM-MARKIT                       | 3:43    |
| 5.  | „Not Today” (Japanese ver.)                          | Pdogg, Hitman Bang, RM, Supreme Boi, Adora, June                                          | Pdogg                                  | 3:53    |
| 6.  | „MIC Drop” (Japanese ver.)                           | Pdogg, Supreme Boi, Hitman Bang, J-Hope, RM                                               | Pdogg, Supreme Boi, KM-MARKIT          | 3:58    |
| 7.  | „Don’t Leave Me”                                     | UTA, MIHIRO, Sunny Boy, Pdogg                                                             | SHIKATA, Pdogg, KM-MARKIT              | 3:47    |
| 8.  | „Go Go” (Japanese ver.)                              | Pdogg, Hitman Bang, Supreme Boi                                                           | Pdogg, KM-MARKIT                       | 3:57    |
| 9.  | „Crystal Snow”                                       | Kanata Okajima, Soma Genda, RM                                                            | SHIKATA, Pdogg, Slow Rabbit            | 5:23    |
| 10. | „Spring Day” (Japanese ver.)                         | Pdogg, RM, Adora, Hitman Bang, Arlissa, Peter Ibsen, Suga                                 | Pdogg                                  | 4:36    |
| 11. | „Let Go”                                             | UTA, MIHIRO, JUN, Sunny Boy                                                               | SHIKATA, Pdogg, Slow Rabbit, KM-MARKIT | 4:59    |
| 12. | „OUTRO : Crack”                                      | UTA                                                                                       |                                        | 1:14    |

| DVD | DVD                                                      | DVD     |
| Nr  | Tytuł utworu                                             | Długość |
| --- | -------------------------------------------------------- | ------- |
| 1.  | „Blood Sweat & Tears” (Music Video)                      |         |
| 2.  | „Chi, ase, namida” (jap. 血、汗、涙) (Music Video)       |         |
| 3.  | „MIC Drop -Japanese ver.- Music Video”                   |         |
| 4.  | „MIC Drop -Japanese ver.- Dance Music Video”             |         |
| 5.  | „2017 Rainichi Documentary 5days” (2017.12.13-17) (来日) |         |

## Notowania
| Lista                                | Najwyższa pozycja |
| ------------------------------------ | ----------------- |
| Oricon Weekly Album Chart            | 1                 |
| Billboard Japan Hot Albums           | 1                 |
| Australian Albums (ARIA Charts)      | 71                |
| Austrian Albums (Ö3 Austria Top 40)  | 42                |
| Belgian Albums (Ultratop Flandria)   | 94                |
| Billboard Canadian Albums            | 40                |
| Dutch Albums (MegaCharts)            | 116               |
| France Digital Albums (SNEP)         | 40                |
| Irish Albums (IRMA)                  | 72                |
| New Zealand Heatseeker Albums (RMNZ) | 7                 |
| Spanish Albums (PROMUSICAE)          | 96                |
| Swiss Albums (Schweizer Hitparade)   | 62                |
| Polish Albums (ZAPV)                 | 44                |
| UK Albums (OCC)                      | 78                |
| Scottish Albums (OCC)                | 49                |
| Billboard 200                        | 43                |
| Billboard World Albums               | 1                 |